# The Ultimate Fighter 22 Finale
The Ultimate Fighter 22 Finale（ジ・アルティメット・ファイター・トゥエンティツー・フィナーレ、別名The Ultimate Fighter: Team McGregor vs. Team Faber Finale）は、アメリカ合衆国の総合格闘技団体「UFC」の大会の一つ。本大会はリアリティ番組「The Ultimate Fighter」シーズン21のフィナーレとして、2015年12月11日、ネバダ州ラスベガスのザ・コスモポリタンで開催された。

## 大会概要
本大会ではThe Ultimate Fighter 22ライト級トーナメント決勝が行われ、ライアン・ホールが優勝を果たした。メインイベントでは、フランク・エドガーがチャド・メンデスに左フックでKO勝ちした。

## 試合結果

### プレリミナリーカード
第1試合 ライト級ワンマッチ 5分3R
○  クリス・グリュッツマッハー vs.  アブネル・ロベラス ×
3R終了 判定3-0（29-28、29-28、29-28）
第2試合 フライ級ワンマッチ 5分3R
○  ジアン・エレーラ vs.  ジョビー・サンチェス ×
2R 4:28 TKO（左フック→パウンド）
第3試合 ウェルター級ワンマッチ 5分3R
○  ライアン・ラフレアー vs.  マイク・ピアース ×
3R終了 判定3-0（30-27、29-28、29-28）
第4試合 ヘビー級ワンマッチ 5分3R
○  ガブリエル・ゴンザーガ vs.  コンスタンティン・ヨーロヒン ×
3R終了 判定3-0（30-27、30-27、30-28）

### メインカード
第5試合 ライト級ワンマッチ 5分3R
○  ジュリアン・エロサ vs.  マルチン・ヴルゾセク ×
3R終了 判定2-1（28-29、29-28、29-28）
第6試合 フェザー級ワンマッチ 5分3R
○  川尻達也 vs.  ジェイソン・ナイト ×
3R終了 判定3-0（30-27、30-27、30-27）
第7試合 ライト級ワンマッチ 5分3R
○  エヴァン・ダナム vs.  ジョー・ローゾン ×
3R終了 判定3-0（30-26、30-27、30-26）
第8試合 ライト級ワンマッチ 5分3R
○  トニー・ファーガソン vs.  エジソン・バルボーザ ×
2R 2:54 ダースチョーク
第9試合 TUF 22ライト級トーナメント 決勝 5分3R
○  ライアン・ホール vs.  アルテム・ロボフ ×
3R終了 判定3-0（30-27、30-26、30-26）
※ホールがトーナメント優勝。
第10試合 フェザー級ワンマッチ 5分5R
○  フランク・エドガー vs.  チャド・メンデス ×
1R 2:28 KO（左フック）

### 各賞
ファイト・オブ・ザ・ナイト： トニー・ファーガソン vs. エジソン・バルボーザ
パフォーマンス・オブ・ザ・ナイト： フランク・エドガー、トニー・ファーガソン
各選手にはボーナスとして5万ドルが支給された。

### カード変更
負傷などによるカードの変更は以下の通り。
- ジャスティン・スコギンズ → ジアン・エレーラ（第2試合）

- ミアサド・ベクティック → ジェイソン・ナイト（第6試合）

- ハビブ・ヌルマゴメドフ → エジソン・バルボーザ（第8試合）

- サウル・ロジャース → ライアン・ホール（第9試合）